# Château de Monthorin
Le château de Monthorin est situé sur la commune de Louvigné-du-Désert, dans le département d'Ille-et-Vilaine.

## Historique
Il est construit au début du XVIIe siècle pour Gilles de Ruëllan, baron du Tiercent et marquis de La Ballue.
Il est acquis sous l'empire par le général de Lariboisière, qui le fait agrandir et remanier. Son fils, Honoré-Charles Baston de La Riboisière, qui en hérite, fait aménager les jardins.
Le monument fait l’objet d’une inscription au titre des monuments historiques depuis le 11 mars 1936,.